# Славенцин (Хощенський повіт)
Славенцин (пол. Sławęcin) — село в Польщі, у гміні Хощно Хощенського повіту Західнопоморського воєводства.
Населення — 233 особи (2011).
У 1975-1998 роках село належало до Гожовського воєводства.

## Демографія
Демографічна структура станом на 31 березня 2011 року:
|          | Загалом | Допрацездатний вік | Працездатний вік | Постпрацездатний вік |
| -------- | ------- | ------------------ | ---------------- | -------------------- |
| Чоловіки | 101     | 26                 | 65               | 10                   |
| Жінки    | 132     | 32                 | 76               | 24                   |
| Разом    | 233     | 58                 | 141              | 34                   |